# КФ Трепча
„Трепча“ (на албански: KF Trepça Mitrovicë) е косовски футболен клуб от град Косовска Митровица, частично призната държава Косово. Играе в Супер лига на Косово, най-силната дивизия на Косово.

## История
Клубът е основан през 1932 г. Играе домакинските си срещи на „Олимпийския стадионе Адем Яшари“, с капацитет 28 500 зрители. Името на отбора идва от едноименния рудодобивен комплекс - най-големият на територията на бивша Югославия, Европа и един от най-големите в света. Произходът на името му е латински, в превод от албански „Три пещи“ - такива е имало в първия рудник. Именно пещ присъства и в логото на емблемата. През сезон 1977/78 „Трепча“, играе за първи и последен път във висшата дивизия шампионата на Югославия, където заема последното, 18-о място. През същия сезон отборът достига до финала за Купа на Югославия който губи от „Риека“ с резултат 0:1. От началото на сезон 2005/06 „Трепча“ играе в Супер лига, а през сезон 2009/10 клубът достига до най-големия си успех в съвременната си история, побеждавайки в шампионата и в Суепркупата на Косово.

## Успехи
Югославия:
- Купа на Югославия
  -  Финалист (1):

1977/78
- Шампионат на Косово
  -  Шампион (6):

1947, 1949, 1950, 1952, 1955, 1993
Косово:
- Супер лига
  -  Шампион (1):

2009/10
- -  Вицешампион (4):

2001/02, 2004/05, 2011/12, 2012/13
- Първа лига (2 дивизия)
  -  Шампион (2):

2009/10, 2015/16
- Купа на Косово
  -  Носител (2):

1991/92, 2011/12
- Финалист (2):

2007/08, 2014/15
- Суперкупа на Косово
  -  Носител (1):

2010

## Известни играчи и възпитаници
- Албан Драгуша
- Миодраг Анджелкович
- Никола Лазетич
- Шефки Кучи
- Драган Симеунович
- Андрей Бобров